# Teruaki Kurobe
Teruaki Kurobe (黒部 光昭?, Kurobe Teruaki; Prefettura di Tokushima, 6 marzo 1978) è un ex calciatore giapponese, di ruolo attaccante.